# WrestleMania XXVIII
WrestleMania XXVIII fue la vigesimoctava edición de WrestleMania, un evento de pago por visión de lucha libre profesional de la WWE. Tuvo lugar el 1 de abril de 2012 en el Sun Life Stadium de la ciudad de Miami, Florida. Este es el segundo WrestleMania organizado en ese estado desde WrestleMania XXIV y el tercero en ser realizado al aire libre desde el evento ya mencionado. Los temas oficiales fueron Invincible, por Machine Gun Kelly; Good Feeling y Wild Ones, por Flo Rida; Girl Gone Wild, por Madonna; y The Memory Remains, por Metallica. El lema oficial del evento fue Once in a Lifetime (Una vez en la vida), en alusión al evento principal de esa noche.

## Producción

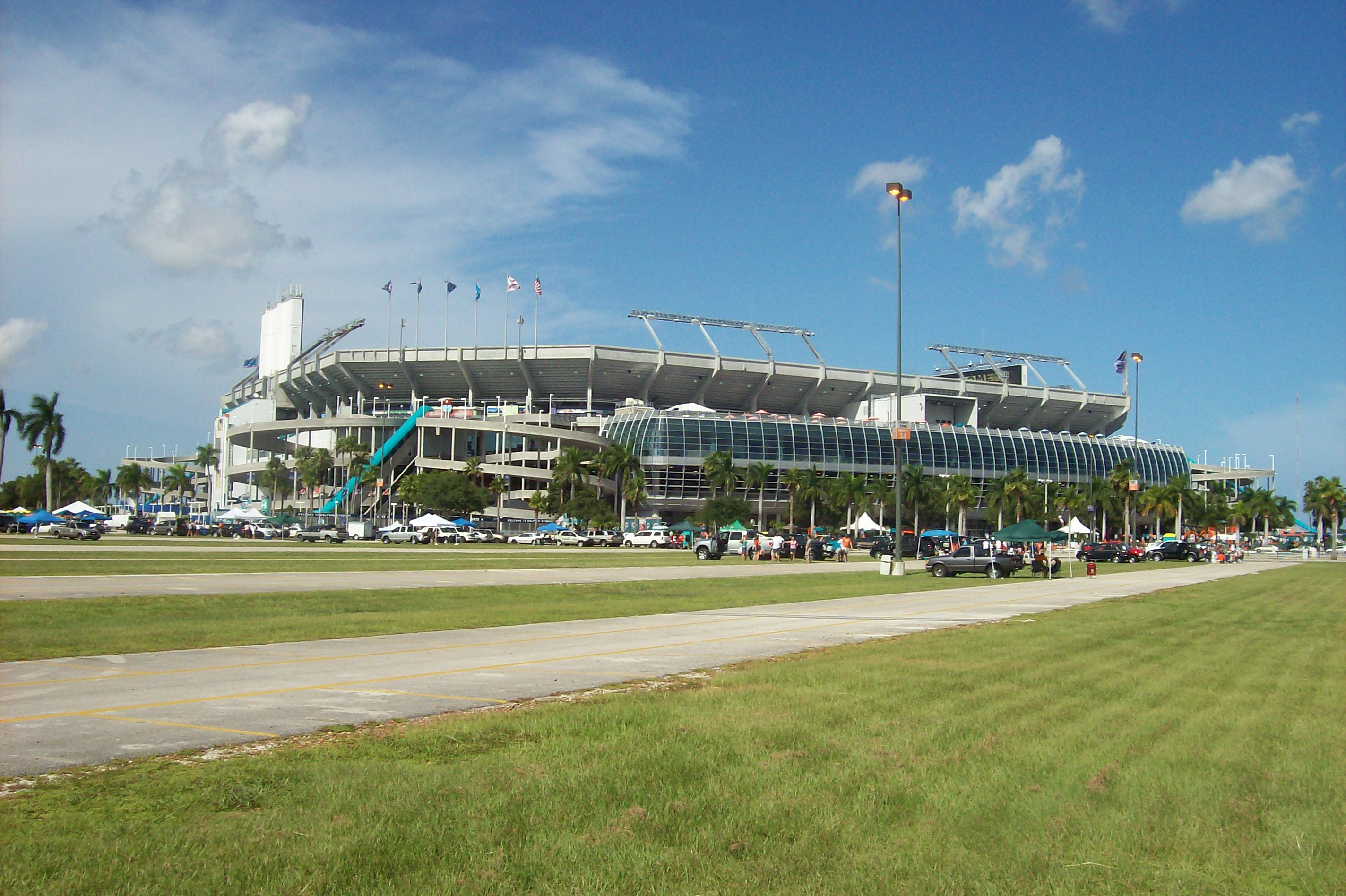
El Sun Life Stadium, fue la sede de WrestleManiaXXVIII

Entre las candidatas a ser sede del evento, además de Miami, estaban las ciudades de Toronto, Ontario, que proponía ser sede del evento en el SkyDome; New Orleans, con el Louisiana Superdome; Indianápolis, con el Lucas Oil Stadium; y Arlington, con el Cowboys Stadium. Otras ciudades que participaron fueron Los Ángeles, New York, Detroit, Tampa, Vancouver, St. Louis, Jacksonville, Orlando y Houston. La ciudad de Dallas se iba a tomar en consideración pero no se pudo escoger debido a que será parte de la NCAA Final Four.
El 9 de febrero se anunció en el periódico The Miami Herald que Miami fue escogida como la sede del evento. Luego, la WWE hizo el anuncio oficial en una conferencia de prensa celebrada en el Fontainebleau Miami Beach. Como premio, WWE recibió $250,000 en el Miami-Dade Sports Commission por vender mercancía. También se anunció el WrestleMania Week en la semana antes del evento y se realizaría el WrestleMania Axxess, donde los fanáticos podrán interactuar con los luchadores en el Miami Beach Convention Center. También se llevó a cabo la ceremonia de los inducidos al Salón de la Fama 2012 en el American Airlines Arena, las finales del WrestleMania Reading Challenge, la exposición anual de arte y subastas y el torneo de golf con las celebridades de la WWE.

## Argumento
El viernes anterior a WrestleMania, en WWE.com, se anunció que se realizaría un "pre-show", en el cual se enfrentarían Justin Gabriel y Tyson Kidd contra The Usos (Jimmy Uso & Jey Uso) contra Primo & Epico por el Campeonato en Parejas de la WWE.

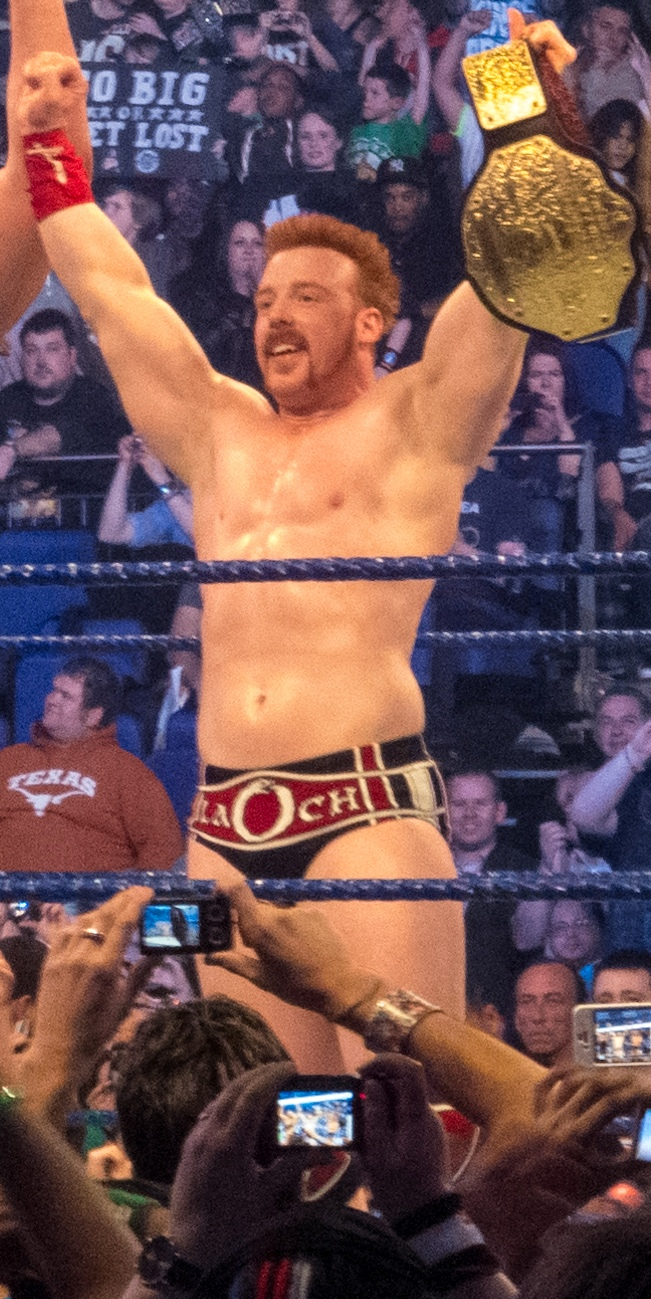
Sheamus en un episodio de Smackdown tras ganar el Campeón Mundial Peso Pesado en Wrestlemania XXVIII en tan solo 18 segundos.

Sheamus vencería en el Royal Rumble Match y tuvo la posibilidad de retar al Campeón de la WWE o al Campeón Mundial Peso Pesado en la WrestleMania. En el Smackdown! del 14 de febrero (emitido el 17), Sheamus se enfrentó al Campeón Mundial Peso Pesado, Daniel Bryan, con el cual perdió por descalificación; sin embargo, Sheamus atacaría a Bryan durante el Elimination Chamber, con lo que comenzaría un feudo entre ambos. Así pues, el 13 de marzo (emitido el 16) en SmackDown!, Sheamus se enfrentó a Chris Jericho y perdió por conteo debido a que Daniel Bryan lo atacó sin que el árbitro lo viera. En retaliación, Sheamus continuó haciendo pequeñas interferencias en las peleas de Daniel Bryan en las siguientes semanas.
También en el Royal Rumble, The Big Show eliminó en combate al Campeón Intercontinental de la WWE Cody Rhodes, en una pelea en la cual el gerente general de SmackDown!, Theodore Long, hizo oficial el 2 de febrero en WrestleMania XXVIII con el título en juego. Con esto se consumaba una revancha por lo sucedido en el Elimination Chamber, donde Rhodes eliminó a Show por el Campeonato Mundial Peso Pesado y por la oportunidad perdida para el segundo por el Campeonato de la WWE en WrestleMania cuando el primero lo volvió a eliminar en una Battle Royal el 20 de febrero en RAW. 
En el SmackDown! del 28 de febrero (emitido el 2 de marzo), Randy Orton hizo su regreso tras una lesión y se iba a enfrentar a Bryan, pero durante la lucha apareció Kane, lo atacó y le aplicó un "Chokeslam", para luego decirle: "Bienvenido de nuevo Randy" (Welcome back, Randy). En el RAW del 5 de marzo, Kane derrotó a R-Truth en una lucha individual, pero después de la lucha apareció Orton y le aplicó un "RKO" para responderle: "Se siente muy bien estar de vuelta" (It feels good to be back). En el SmackDown! del 6 de marzo (emitido el 9), Kane y Orton se enfrentaron, con Orton aplicando dos "RKO"s. Finalmente, en el SmackDown! del 13 de marzo (emitido el 16), Kane le explicó a Randy la razón de sus ataques: el 22 de julio del año pasado, después de perder en un Street Fight Match, Orton le dio la mano y este gesto le hizo parecer débil y humano cuando esa parte de él había desaparecido.

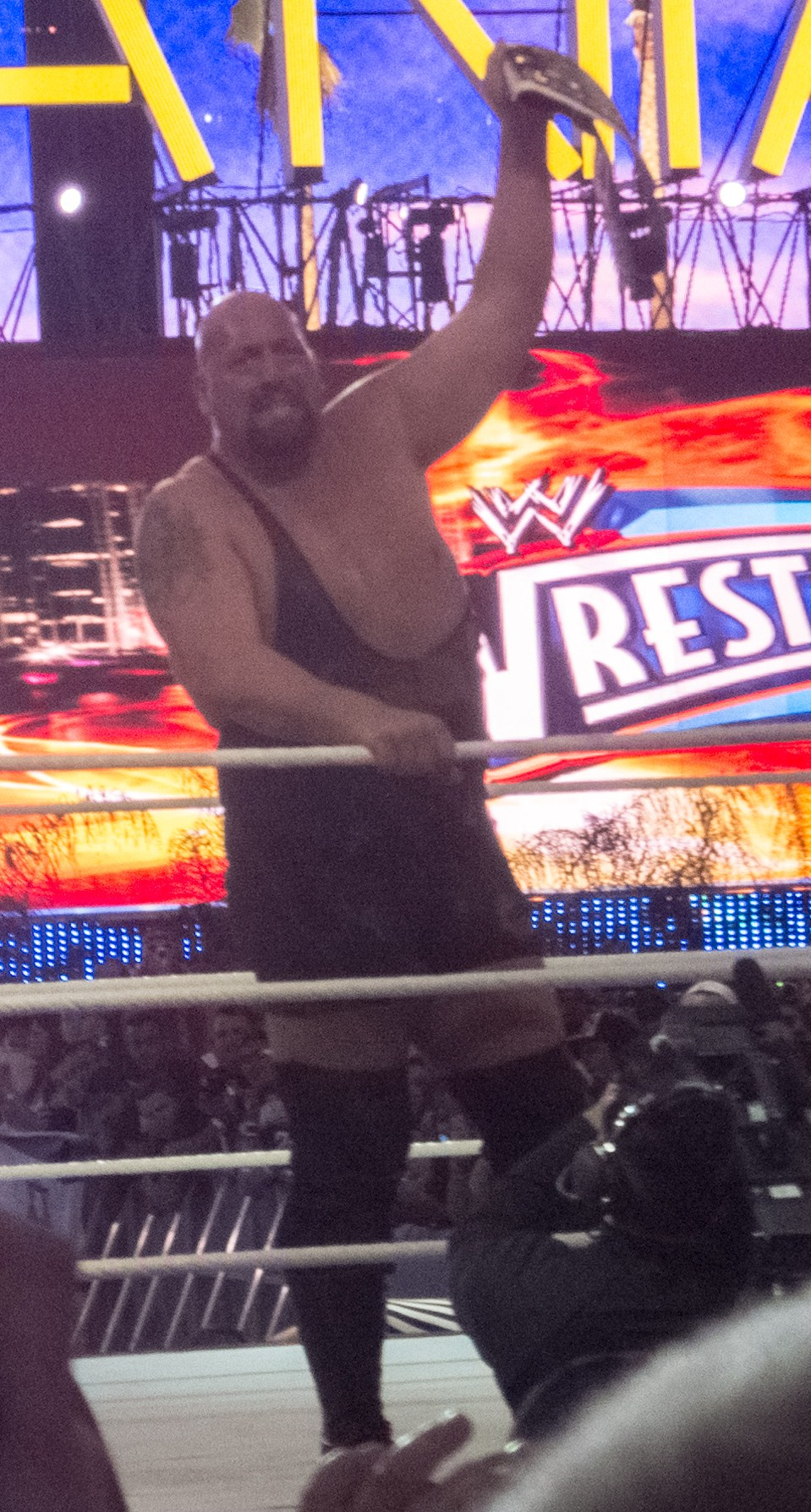
Big Show, después de ganar el Campeonato Intercontinental de la WWE.

En el Tribute to the Troops que ocurrió el 11 de diciembre de 2011, Maria Menounos, Alicia Fox, Eve Torres & Kelly Kelly derrotaron a The Bella Twins (Brie Bella & Nikki Bella), Natalya y a la Campeona de Divas de la WWE, Beth Phoenix luego de que Menounos cubriera a Beth tras un "Sunset Flip". Durante febrero de 2012, Eve Torres cambió a heel luego de que admitiera que usó a Zack Ryder y trató de hacer lo mismo con John Cena, por lo que Kelly Kelly comenzó a criticar su comportamiento. El 16 de marzo Maria Menounos entrevistó a Kelly Kelly en su programa Extra, pero durante la entrevista aparecieron Eve Torres & Beth Phoenix para retarlas a una lucha en WrestleMania, a lo que ellas aceptaron.

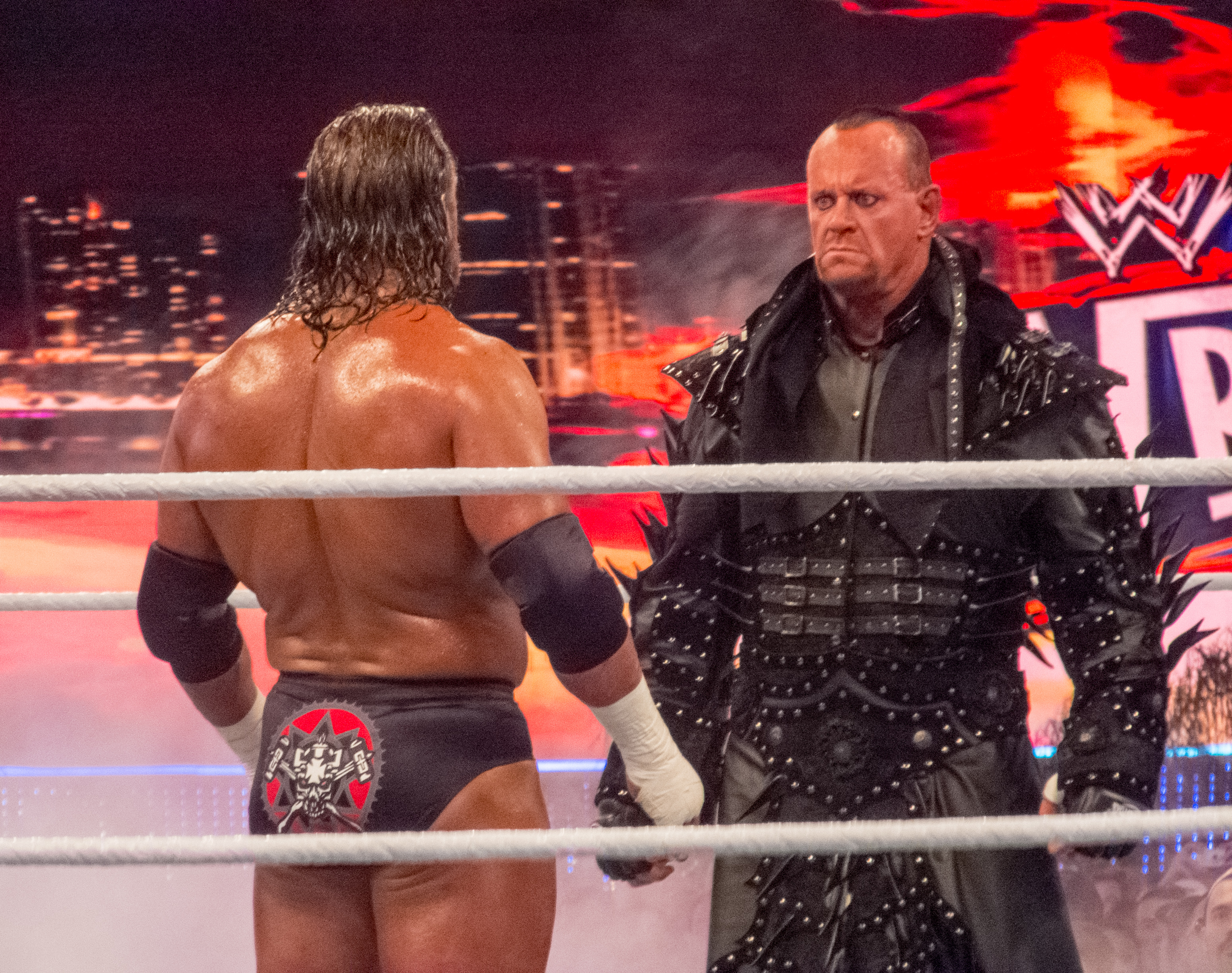
The Undertaker vs. Triple H, combate que fue patrocinado como el final de una era.

El 30 de enero de 2012 en RAW, The Undertaker retorno a la WWE retando a Triple H a una lucha en WrestleMania XXVIII, pero este rechazó el reto porque, según él, tenía muchos asuntos más importantes por hacer que el terminar con su racha. El 13 de febrero, el amigo de Triple H en D-Generation X, Shawn Michaels, volvió para convencerle de que aceptara el desafío, pero Triple H se negó de nuevo. Finalmente, el 20 de febrero, The Undertaker le dijo a Triple H que Michaels era mucho mejor que él y que si Shawn no había podido acabar con su racha, él tampoco podría, lo cual molestó a Triple H y lo llevó a aceptar el reto con la condición de que fuera un Hell in a Cell Match. El 5 de marzo, en RAW, Michaels le dijo a Triple H que él sería el árbitro especial de la lucha. El combate se promocionó como uno de los dos eventos estelares de la cartelera.
En el evento Elimination Chamber ocurrido en febrero, el gerente general de RAW John Laurinaitis expresó su deseo de mantenerse en su actual cargo en RAW y asumir también ese mismo cargo en SmackDown!, después de WrestleMania, en un claro desafío a Theodore Long y con Laurinaitis siendo apoyado por Alberto Del Rio, Christian y Mark Henry. En la edición de SmackDown! del 21 de febrero (emitido el 24), Laurinaitis y Long intervinieron en la lucha en la que se enfrentaban el Campeón de la WWE, CM Punk, y el Campeón Mundial Peso Pesado, Daniel Bryan. Laurinaitis aseguró que Bryan ganaba la pelea, pero Long objetó al afirmar que Punk se quedaba con la victoria. Estos hechos obligaron a la junta de directores de la WWE a anunciar que ambos intercambiarían sus puestos por una semana, siendo la edición de RAW del 5 de marzo dirigida por Long; y la edición de SmackDown! del 6 de marzo (emitida el 9), por Laurinaitis. El 12 de marzo del 2012, dicha junta también anunció, a través del sitio web de la empresa, el enfrentamiento entre los dos, siendo cada uno representado por un equipo de seis luchadores, bajo la condición de que el ganador obtendrá de manera inmediata y perpetua el control de la otra marca.
Así pues, para la edición de RAW del 12 de marzo, Long escogió como primer integrante y capitán de su equipo al Campeón de los Estados Unidos de la WWE, Santino Marella, mientras que Laurinaitis escogió a su asistente David Otunga y a Mark Henry como los 2 primeros integrantes de su equipo para la lucha, siendo Otunga el capitán de ese equipo. En la edición de SmackDown! del 13 de marzo (emitido el 16 de marzo), Kofi Kingston se unió al Team Teddy, movimiento que fue contrarrestado con la inclusión de Christian como parte del Team Johnny. Más adelante, en WWE.com, Long confirmó a R-Truth en su equipo mientras que, a través de un video exclusivo en el mismo sitio, Laurinaitis confirmó a Dolph Ziggler & Jack Swagger dentro de su selección; sin embargo, en el SmackDown! del 20 de marzo (emitido el 23), Long incluyó a Zack Ryder y The Great Khali, junto a Hornswoggle como mascota oficial del equipo. En la edición de RAW del 26 de marzo, el Campeón de la WWE CM Punk lesionó (kayfabe) a Christian, por lo que este designó a Drew McIntyre como su reemplazante; asimismo se anunció a The Miz como parte del Team Johnny tras atacar a Marella y a Booker T como parte del Team Teddy tras salvar a Teddy de un ataque de Mark Henry.

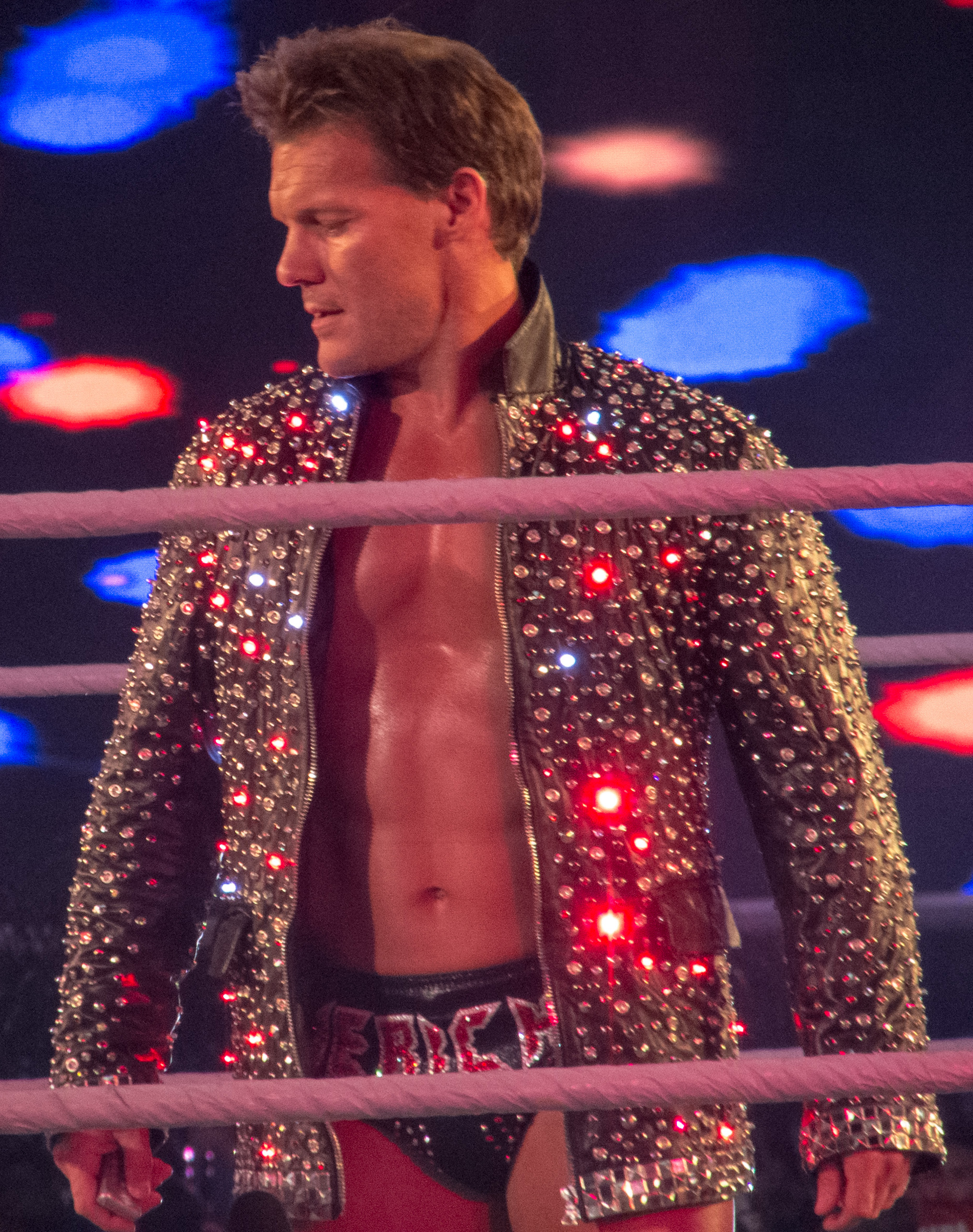
Chris Jericho haciendo su entrada en WrestleMania XXVIII.

El 2 de enero de 2012 en RAW, Chris Jericho volvió a la WWE dejando muchas dudas sobre las razones de su retorno, las cuales se supieron cuando atacó al Campeón de la WWE, CM Punk, el 31 de enero durante una lucha de este contra Daniel Bryan, explicando que "CM Punk es una burda copia barata" por su frase The Best in the World en clara imitación a la frase de Jericho (The Best in the World at What He Does), con lo que comenzaría un feudo contra CM Punk. En el evento Elimination Chamber, Punk noqueó a Jericho sacándolo de la cámara y causando su eliminación; sin embargo, Jericho dijo que no había perdido porque nadie le había eliminado. El 20 de febrero, en RAW, John Laurinaitis anunció una Battle Royal para designar un contendiente al Campeonato de la WWE en WrestleMania. En ese mismo programa, Jericho derrotó a Wade Barrett, The Miz, Dolph Ziggler, Cody Rhodes, Kofi Kingston, The Great Khali, R-Truth, The Big Show y Santino Marella, confirmando así la lucha entre los dos por el Campeonato de la WWE en WrestleMania.

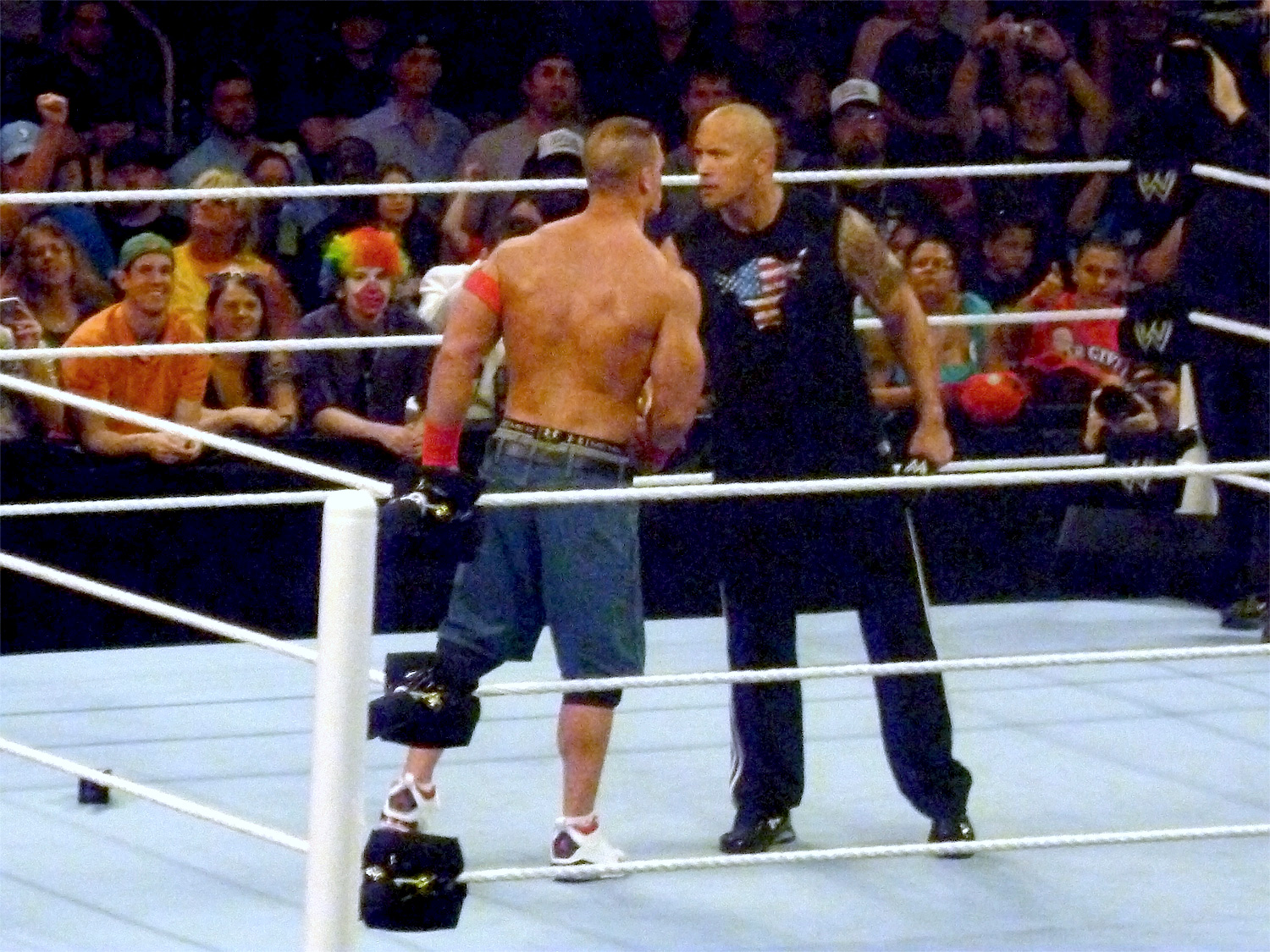
The Rock y John Cena pactando su lucha un año antes de WrestleMania XXVIII.

Para finalizar, en el evento central de WrestleMania XXVII, The Miz se enfrentó a John Cena por el Campeonato de la WWE, y la lucha terminó en doble descalificación, pero llegó The Rock y reinició el combate al anunciar que sería una pelea tipo No Disqualification Match. Durante la pelea, The Rock le aplicó a Cena un "Rock Bottom", costándole el campeonato y dándole la victoria a The Miz, si bien después The Rock también le aplicó un "People's Elbow" al vencedor. Esta pelea fue promocionada como el otro evento estelar de la cartelera.

## Recepción
WrestleMania XXVIII recibió críticas positivas. El periódico inglés The Sun calificó al evento con un 8.5 sobre 10, con la lucha entre CM Punk y Chris Jericho como la lucha de la noche para los amantes del wrestling, si bien citaron que la primera hora del evento fue un 'desastre' al enfocarse más que todo en la primera lucha por el Campeonato Mundial Peso Pesado, que lo consideraron como una bofetada virtual en la cara de quienes admiran los talentos del Guerrero Celta (Sheamus) y del Dragón Americano (Daniel Bryan). Examiner.com calificó la WrestleMania con un 4 sobre 5 estrellas, señalando la lucha Triple H vs. The Undertaker como la lucha de la noche, describiéndola como un momento mezclado con violencia, pasión y el ritmo mostrado por los tres artistas en la jaula brutal, al tiempo que critica el comienzo del show como decepcionante. El Canadian Online Explorer calificó al evento con un 6.5 sobre 10, dando una calificación de 10/10 a las luchas entre Undertaker vs Triple H, y la de CM Punk vs Chris Jericho, mientras que la lucha entre The Rock vs John Cena recibió un 7/10.
WrestleMania XXVIII rompió récords en ventas de DVD y en pago por eventos, generando 13 millones de dólares en ventas y haciéndola el evento más vendido en la historia de la lucha libre profesional hasta el siguiente año cuando fue despojado de ese título por WrestleMania 29, cuyas ventas globales que sobrepasaron los 67 millones de dólares. El evento también estableció un nuevo récord en ventas de boletos de eventos en vivo en toda la historia de la WWE, generando 8.9 millones de dólares.

## Resultados

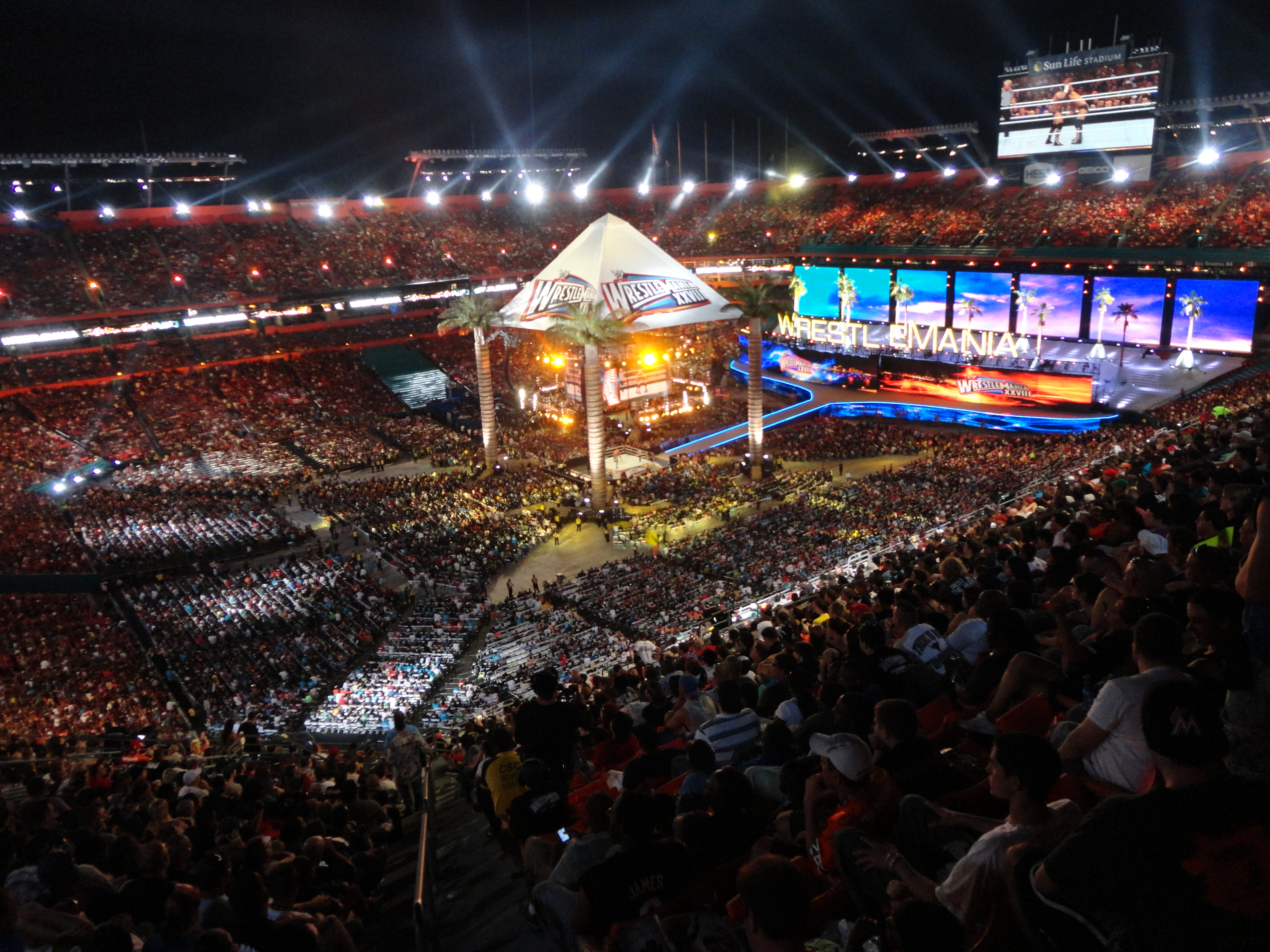
Escenografía del evento.

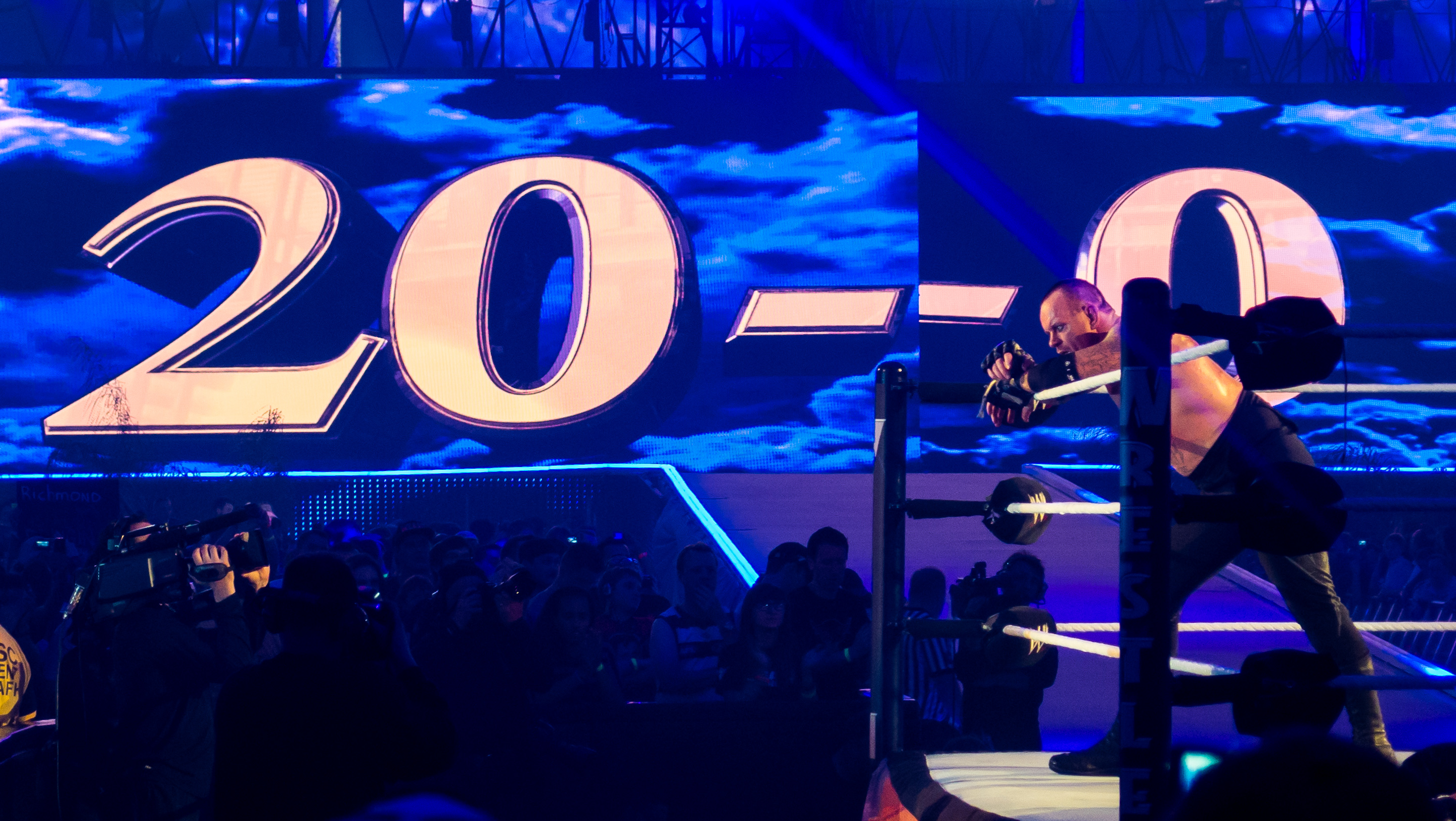
Undertaker tras su victoria, aumenta su racha invicta a 20-0

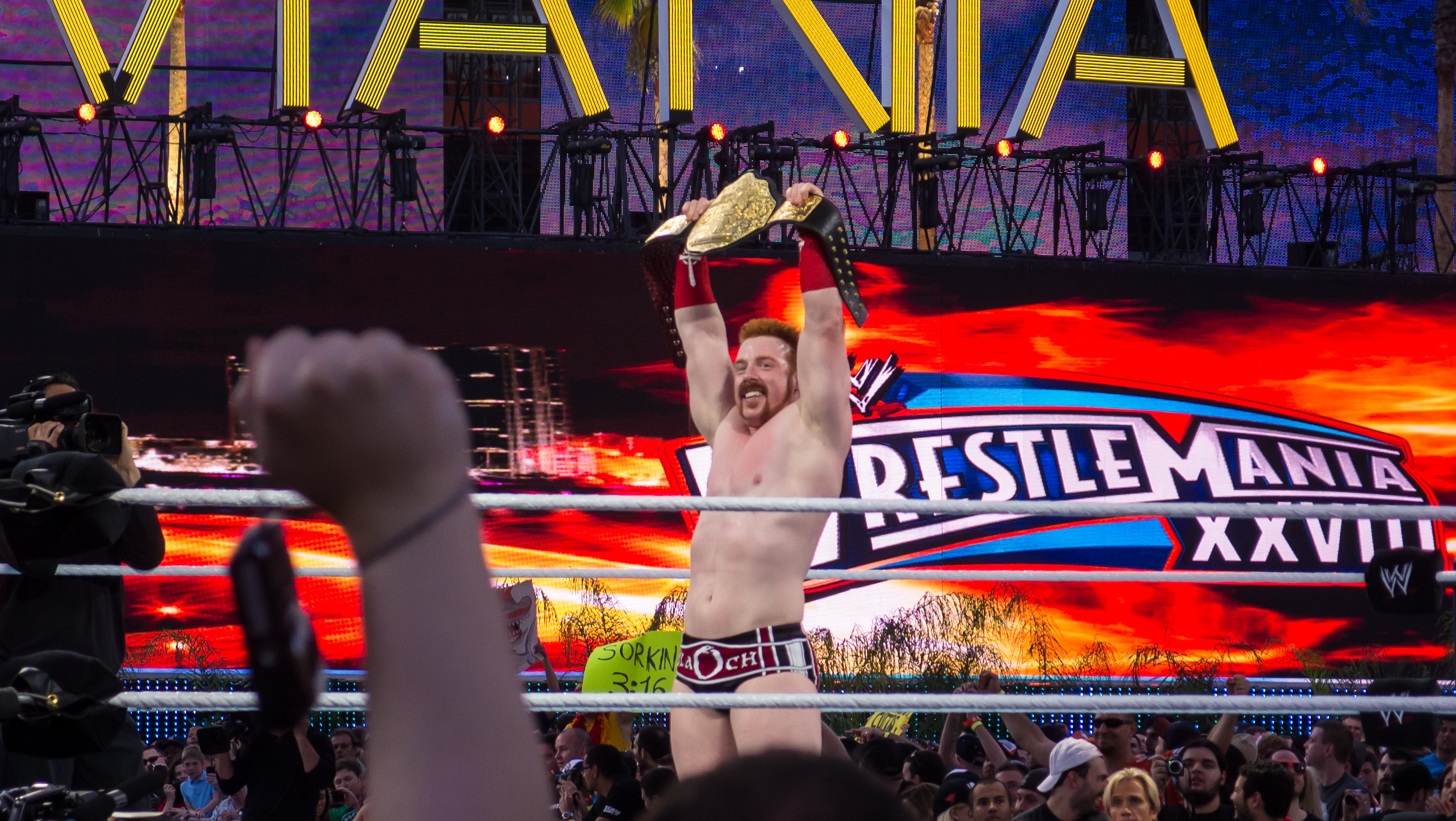
Sheamus celebrando su victoria como nuevo campeón tras derrotar a Daniel Bryan.

- Pre-Show: Primo & Epico (con Rosa Mendes) derrotaron a Justin Gabriel & Tyson Kidd y The Usos (Jey Uso & Jimmy Uso) reteniendo el Campeonato en Parejas de la WWE. (05:11)[13]
  - Epico cubrió a Jey después de un "Backstabber".
- Sheamus derrotó a Daniel Bryan (con A.J Lee) ganando el Campeonato Mundial Peso Pesado. (0:18)[14]
  - Sheamus cubrió a Bryan después de un "Brogue Kick".
- Kane derrotó a Randy Orton. (10:56)[15]
  - Kane cubrió a Orton después de un "Chokeslam" desde la tercera cuerda.
- The Big Show derrotó a Cody Rhodes ganando el Campeonato Intercontinental de la WWE. (05:18)[16]
  - Show cubrió a Rhodes después de un "K.O. Punch".
- Maria Menounos & Kelly Kelly derrotaron a Beth Phoenix & Eve Torres. (6:49)[17]
  - Menounos cubrió a Phoenix con un "Roll-Up".
- The Undertaker derrotó a Triple H en un Hell in a Cell Match (con Shawn Michaels como árbitro especial). (30:52)[18]
  - The Undertaker cubrió a Triple H después de golpearle con su mazo y un "Tombstone Piledriver".
  - Durante el combate, The Undertaker atacó a Michaels.
  - Durante el combate, Michaels le aplicó un "Sweet Chin Music" a The Undertaker.
  - Durante el combate, el árbitro Charles Robinson entró en la lucha para sustituir a Michaels, que había sido atacado previamente por The Undertaker, pero este también fue atacado por The Undertaker.
  - Después del combate, Michaels le tendió su mano a The Undertaker y ambos ayudaron a Triple H a levantarse, abrazándose los tres en el escenario como señal de respeto mutuo.
  - Como resultado, la racha de The Undertaker en WrestleMania aumentó a 20-0.
- Team Johnny (David Otunga (capitán), Dolph Ziggler, Mark Henry, Jack Swagger, The Miz & Drew McIntyre (con John Laurinaitis, Brie Bella & Vickie Guerrero) derrotó a Team Teddy (Santino Marella (capitán), Kofi Kingston, R-Truth, Zack Ryder, The Great Khali & Booker T (con Theodore Long, Nikki Bella, Hornswoggle, Eve Torres & Aksana). (11:38)[19]
  - The Miz cubrió a Ryder después de un "Skull Crushing Finale".
  - Durante el combate, Eve traicionó al Team Teddy distrayendo a Ryder, y aplicándole un "Low Blow" después del combate.
  - Originalmente, Christian estaba en el Team Johnny, pero fue sustituido por McIntyre debido a una lesión provocada por CM Punk seis días antes en Raw (Kayfabe).
  - Como resultado, Laurinaitis ganó el control inmediato de las marcas RAW y SmackDown!
- CM Punk derrotó a Chris Jericho reteniendo el Campeonato de la WWE. (22:21)[20]
  - Punk forzó a Jericho a rendirse con un "Anaconda Vise".
  - Antes del combate, John Laurinaitis estipuló que si Punk era descalificado perdería su título.
- The Rock derrotó a John Cena. (30:34)[21]
  - The Rock cubrió a Cena después de un "Rock Bottom".
  - Machine Gun Kelly, Skylar Grey & Puff Daddy tocaron el tema "Invencible" en vivo antes de la entrada de Cena.
  - Flo Rida & Sia tocaron los temas "Good Feeling" y la versión "Wild Ones" de WrestleMania en vivo antes de la entrada de The Rock.

## Otros roles
Comentaristas en inglés
- Jerry Lawler
- Michael Cole
- Jim Ross (Triple H vs. The Undertaker)
- Josh Mathews (WrestleMania Pre-Show)
- Matt Striker (WrestleMania Pre-Show)

Comentaristas en Español
- Carlos Cabrera
- Marcelo Rodríguez

Anunciadores
- Howard Finkel (WWE Hall of fame)
- Justin Roberts (RAW y SmackDown!)
- Tony Chimel (WrestleMania Pre-Show)

Entrevistadores
- Josh Mathews
- Matt Striker
- Scott Stanford (WrestleMania Pre-Show)

Árbitros
- Mike Chioda
- Scott Armstrong
- Jack Doan
- Charles Robinson
- Chad Patton
- John Cone
- Justin King
- Shawn Michaels (Triple H vs. Undertaker)